# السكان الأصليون لمنطقة إيفرغليدز
وصل السكان الأصليون لمنطقة إيفرغليدز سيتي في شبه جزيرة فلوريدا والتي تشكّل الآن جزءًا كبيرًا من الولايات المتحدة منذ نحو 14,000 سنة (مائة وأربعين قرن). وجد هنود باليو الأراضي القاحلة والجافة التي دعمت النباتات والحيوانات. مما سمح لهم بالتكيُّف مع ظروف المَرعَى والشُّجَيرَات المنخفضة.
انقرضت الحيوانات الكبيرة في فلوريدا منذ نحو 11،000 عام وأصبحت الأراضي أكثر جفافًا بسبب التَّغيُّرات المناخية منذ 6،500 سنة، حيث تأقلم هنود باليو ببطء مع الظروف الجديدة، وسُمِّيَت الثقافات التي نشأت عن هذه التكيفات بـ "الشعوب القديمة". كانوا أكثر تأقلمًا مع التغيرات البيئية من أسلافهم، وقد صنعوا العديد من الأدوات بما كان لديهم من موارد منذ نحو 5،000 سنة، لكن المناخ تغير مرة أخرى مسببًا الفيضانات الدائمة من بحيرة اوكيشوبي، التي أدت إلى ظهور النظم الايكولوجية للإيفرغليدز.
ظهر من الشعوب القديمة: اثنان من القبائل الرئيسية في المنطقة: كالسى وتيكويستا، أقرب وصف مكتوب لهؤلاء الناس يأتي من المستكشفين الأسبان الذين سعوا إلى تبديلهم واحتلالهم، على الرغم من أنهم عاشوا في مجتمعات معقدة، بقيت القليل من الأدلة اليوم على وجودهم. وكانت فورت مايرز مركزًا لأراضيهم في العصر الحديث، وتمدَّدَت أراضيهم شمالًا حتى تامبا، وشرقًا حتى بحيرة أوكيشوبي، وجنوبًا حتى فلوريدا كيز، عاش تيكويستا على الساحل الجنوبي الشرقي لشبه جزيرة فلوريدا حول ما هو اليوم خليج بيسكين ونهر ميامي فكلا المجتمعين تكييفا جيدًا للعيش في النظم الإيكولوجية المختلفة لمناطق الإيفرغليدز، وكثيرًا ما سافروا من خلال قلب الإيفرغليدز، على الرغم من أنهم نادرًا ما عاشوا داخله.
بعد أكثر من 210 عاماً من العلاقات مع الإسبان، فَقَدَ كِلا مجتمعي الشعوب الأصلية التماسك، وتشير السجلات الرسمية إلى أنه جرى نقل الناجين من المرض والحرب إلى هافانا في أواخر القرن الثامن عشر. ومن الممكن إنه قد جرى استيعاب المجموعات المعزولة في أمة سيمينول، التي تشكلت في شمال فلوريدا، عندما قامت عصابة من الجداول (الكريك) بضم الأعضاء الباقين على قيد الحياة في مجتمعات ما قبل كولومبوس في ولاية فلوريدا، والاتحاد معهم لتصبح قبيلة متميزة. وقد أرغمت السيمينول من قبل الجيش الامريكي على دخول إيفرغليدز وذلك أثناء «حروب السيمينول» منذ عام 1835م إلى عام 1842م. طارد الجيش الأمريكي السمينول في المنطقة، مما أدى إلى تسجيل أوائل الاستكشافات في جزء كبير من المنطقة. استمر السيمينول في العيش في منطقة الإيفرغليدز، وإعالة أنفسهم من خلال كازينو القمار على التحفظات الستة الموجودة في جميع أنحاء الدولة.

## شعوب ما قبل التاريخ
مُنذ ما يقرب من 14,000 إلى 15,000 عام سكن البشر لأول مرة جزيرة فلوريدا عندما بدت بشكل مختلف لدرجة كبيرة. امتد الساحل الغربي نحو 100 ميل (160 كم) إلى الغرب من موقعه الحالي. ويحمل المنظر الطبيعي العديد من الصفات المميزة للأرض القاحلة كالكثبان الكثيرة واجتياح الرياح، بالإضافة إلى ظهور عينات حبوب اللقاح لأوراق الشجر مقتصرة على خشب البلوط والشجيرات المنخفضة؛ كنتيجة لتراجع برودة جليدية الأرض، تباطأت الرياح وأصبحت الحياة النباتية أكثر تنوعاً وانتشاراً. سيطرت النباتات الصغيرة والحيوانات البرية المتاحة والتي تشمل السنوريات ذات الأسنان السيفية وكسلان الأرض والدببة النظارة النظام الغذائي لهنود باليو. انقرضت الحيوانات الضخمة البليستوسين منذ نحو 11,000 سنة. ومُنذ نحو 6500 سنة تغير مناخ فلوريدا مرّة أخرى، خلال مناخ الهولوسين الأمثل وأصبحت أكثر رطوبة. قضى هنود باليو المزيد من الوقت في المخيمات ووقتاً أقل في التنقل بين مصادر المياه.
ويعرف هنود باليو الذين نجوا باسم الشعوب القديمة لشبه جزيرة فلوريدا. كما عاشوا بعد انقراض معظم الطرائد الكبيرة، وكانوا أساساً من الصيادين الذين يعتمدون على الصيد والطرائد الصغيرة. كما أنهم اعتمدوا على النباتات كغذاء أكثر من أسلافهم. بالإضافة إلى ذلك استطاعوا التكيف مع تغيير المناخ، ونتيجة هذا التغير فيما يتعلق بتغير الحيوانات والنباتات.
شهدت ولاية فلوريدا جفافاً مطولًا في مستهل العصر القديم المبكر الذي استمر حتى العصر القديم الأوسط. على الرغم من انخفاض عدد السكان عمومًا في شبه الجزيرة، الا إنّ استخدام الأدوات ازداد بصورة ملحوظة خلال هذا الوقت. وتُظْهِرُ القطع الأثرية أنّ هؤلاء الناس استخدموا التدريبات، والسكاكين، والسطور، والأتلتلس «عصا»، وخرامة مصنوعة من الحجر، وقرون وعظام.
وفي اواخر العصر القديم أصبح المناخ أكثر رطوبة من جديد، ومنذ نحو 3000 سنة قبل الميلاد أدى ارتفع منسوب المياه الجوفية إلى الزيادة في عدد السكان. كما أصبح هناك فرصة للتنمية الثقافية. تألف هنود فلوريدا من ثلاثة ثقافات متماثلة ولكنها متمايزة: اوكيشوبي، كالوساهاتشي، والفسح، التي سميت على اسم المسطحات المائية حيث يتركزون.
تنقسم ثقافة الفسح إلى ثلاث فترات استناداً إلى الأدلة التي عثر عليها في أكوام من القاذورات. في عام 1947 وصف عالم الآثار جون جوجين الفترات الثلاث بعد دراسة تلال المحار. وقد قام باستخراج واحد من على مفتاح ماتيكومبي، وآخر في ممر جوردون بالقرب من عصر نابولي الحديث، والثالث جنوب بحيرة اوكيتشوبي الفسحة الحسناء. استمرت ثقافة الفسح الأول من 500 قبل الميلاد إلى 800 م، وكان تركيزها على مايبدو حول ممر جوردون ويعتبر الأقل تطورا نظراً لعدم وجود القطع الأثرية. الفخار هو ما عُثِر عليه في المقام الأول وهو رملي وبسيط. ومع ظهور ثقافة راسخة في 800 م، تتميز فترة الفسح الثانية بالفخار الأكثر زخرفة، واستخدام واسع من الأدوات في جميع أنحاء منطقة جنوب فلوريدا، وظهور القطع الأثرية الدينية في مواقع الدفن. في 1200، أظهرت ثقافة الفسح ذروة تطورها. أصبح الفخار المزخرف بما يكفي ليكون مقسم إلى أنواع من الديكور. الأهم من ذلك هو اكتشاف أدلة فيما يتعلق بثقافة التوسع من خلال الحلى الاحتفالية المصنوعة من الصدف، وتشييد التحصينات الكبيرة المرتبطة بطقوس الدفن. من ثقافة الفسح الثالثة تم تطوير ثقافة القبيلتين المتميزة التي تعيش بالقرب من الإيفرغليدز: في كالسى وفي تيكويستا.

## كالسى
ما هو معروف عن سكان ولاية فلوريدا بعد 1566 تم تسجيله من قِبل المستكشفين الأوروبيين والمستوطنين. وينسب لخوان بونس دي ليون كأول أوروبي قام بالاتصال مع الناس في ولاية فلوريدا الأصليين في 1513. والتقى بونسي دي ليون العداء من القبائل التي ربما كانت من الأيس، وقبل التقرب من كيب سابل، لمقابلة كالسى والتي تعتبر أكبر وأقوى قبيلة في جنوب فلوريدا. وقد وجد بونس دي ليون وجدت واحد على الأقل من كالسى يجيد اللغة الإسبانية. يعتقد المستكشف أن متكلم الإسبانية كان من هيسبانيولا، ولكن اقترح علماء الأنثروبولوجيا أن التواصل والتبادل التجاري بين كالسى والسكان الأصليين في كوبا وفلوريدا كيز كان شائعا، أو أن بونس دي ليون لم يكن أول أسباني يجرى اتصالات مع السكان الأصليين لولاية فلوريدا. وخلال زيارته الثانية إلى جنوب فلوريدا، قتل بونس دي ليون من قبل كالسى، وأصبح اسم القبيلة يتعلق بأعمال العنف، مما جعل المستكشفين في المستقبل يعملون على تفاديها. وعلى مدار أكثر من 200 عاما كانت هناك علاقات تجمع بين كالسى والأسبان، كما أنهم كانوا قادرين على مقاومة محاولاتهم للتقليل من العلاقات.

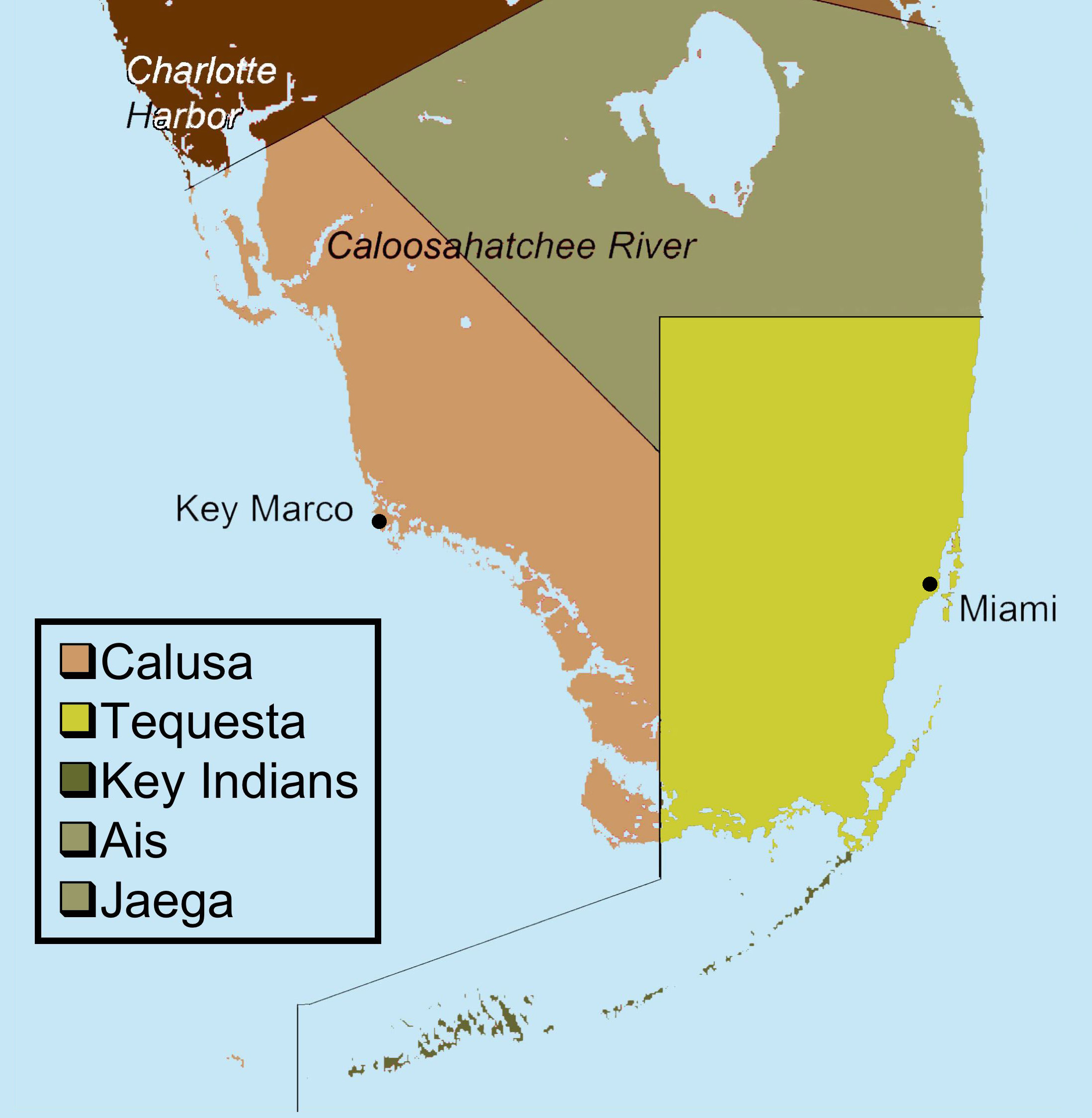
المناطق الفرعية الأثرية من القبائل التي تعيش في ايفيرجليدز وحولها 1513-1743

وأشيرت كالسى باسم كارلوس من قبل الإسبان، والذي قد يبدو وكأنه كالوس، وهي تباين بين كلمة كالو المسكوكيه والاختلاف كلمة وتعني «أسود» أو «قوي». الكثير من ما هو معروف عن كالسى قدم من قبل اسكلانت هيرناندو دي فونتانيدا.كان فونتانيدا صبي يبلغ من العمر 13 عاما وكان الناجي الوحيد من تحطم سفينة قبالة ساحل ولاية فلوريدا في 1545. وقد عاش سبعة عشر عاما مع الكالسى حتى عثر عليه مينينديز دي آفيلس في 1566. وقد أخذ مينينديز فونتانيدا معه إلى إسبانيا حيث كتب عن تجاربه.وقد اقترب مينينديز من الكالسى بقصد إقامة علاقات معهم لتسهيل تسوية مستعمرة إسبانية في المستقبل. وتم تسمية القائد أو زعيم القبيلة، كارلوس من قبل الإسبان. وقد أعطيت الأسماء المعتمدة كارلوس وفيليب، والتي ترجمت من التقليد الملكي الإسباني وذلك فيما يتعلق بالمناصب ذات الأهمية في مجتمع كالسى. ومع ذلك وصف فونتانيدا كاسيك كارلوس بأنه أقوى رئيس خلال الاستعمار الأسبانى. وقد تزوج مينينديز أخته من أجل تسهيل العلاقات بين الإسبان وكالسى. وكان هذا النظام شائع في مجتمعات وشعب جنوب فلوريدا. كان تعدد الزوجات وسيلة لحل النزاعات أو تسوية الاتفاقات بين المدن المتنافسة. وقد كان مينينديز متزوجًا بالفعل، ولكن أعرب عن عدم راحته فيما يتعلق بهذا الزواج.وكونه غير قادر على الزواج قام بأخذ شقيقة كارلوس إلى هافانا حيث تلقت تعليمها، وقد أفاد التقرير بأنها توفت بعد سنوات، وأن الزواج لم يكتمل.
وقد أوضح فونتانيدا في مذكراته 1571, أن كارلوس سيطر على خمسين قرية تقع على الساحل الغربي لفلوريدا، حول بحيرة أوكيتشوبي (التي تسمى ماييمي) وعلى فلوريدا كيز (التي كانت تسمى مارتيرس).وقد دفعت القبائل الصغيرة من العيص وخاجا الذين يعيشون في الشرق من بحيرة اوكيشوبي جزية منتظمة إلى كارلوس. وقد اشتبه الإسبان أن كالسى هي من كانت تحصد كنوز حطام السفن وتويع الذهب والفضة بين العيص وخاجاوكان كارلوس يحصل على الأغلبية. ويحد القرية الرئيسية لكالسى، ومنزل كارلوس، خليج استيرو في الوقت الحاضر «مفتاح التلة» حيث يلتقي نهر كالوساهاتشي مع خليج المكسيك. وقد وصف فونتانيدا أن التضحية البشرية أسلوب شائع: جيث عندما توفي طفل من كاسيك، تخلى كل شخص مقيم عن طفل من أجل التضحية به، وعندما توفي كاسيك، ضحى خدامه بأنفسهم للانضمام إليه. كل عام كان المسيحي مطالب بالتضحية لإرضاء كالسى نفسه. وكان أيضا مبنى تلال الصدف المتفاوت الأشكال والأحجام يمثل أهمية روحية للكالسى. في عام 1895 حفر «فرانك هاميلتون كوشينغ» تل صدف كبير وضخم على «مفتاح ماركو» الذي كان يتألف من عدة مصاطب مشيدة من مئات الياردة الطويلة.اكتشف كوشينغ أكثر من ألف قطع أثرية تتعلق بكالسى. وقد وجد بينهم أدوات مصنوعة من العظام والصدف، والفخار والعظام البشرية، والأقنعة، والمنحوتات الحيوانية المصنوعة من الخشب.

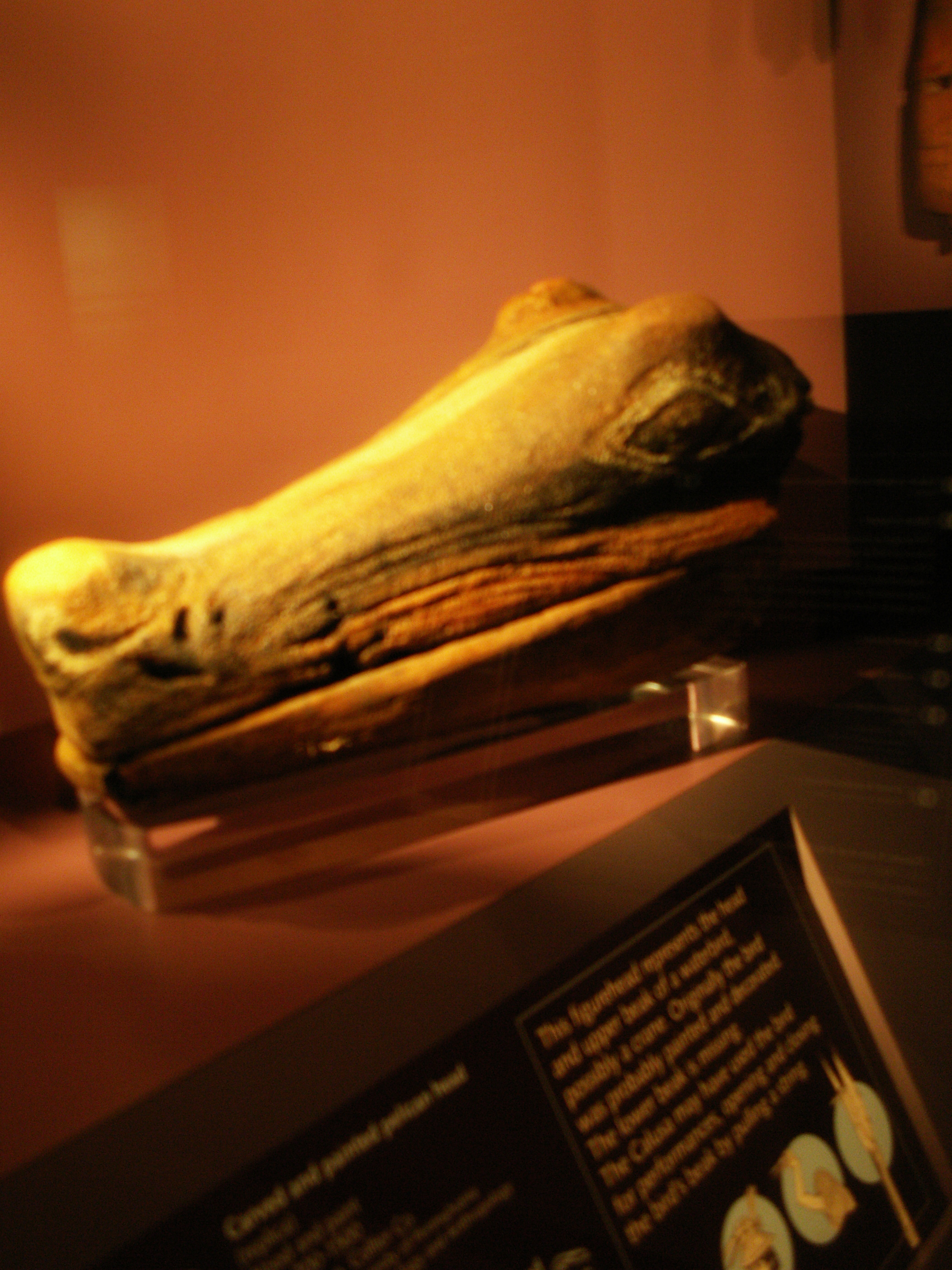
نحت الخشب الكالسى من رأس التمساح وقد حفرت في كي ماركو في عام 1895، وتعرض في متحف فلوريدا للتاريخ الطبيعي

وكانت كالسى، مثل أسلافهم صيادين وجدوا على الصيد الصغير، ومنها الأسماك والسلاحف والتماسيح والمحار والنباتات المختلفة. اكتشاف ومعرفة استخدام صغير للحجر الجيري الناعم في المنطقة، جعلوا معظم أدواتهم من العظام أو الأسنان، على الرغم من معرفتهم لفعالية شحذ القصب. وتتكون الأسلحة من الأقواس والسهام، وقاذف الرمح، والرماح. وتقع معظم القرى في مصبات الأنهار أو في الجزر الرئيسية. كما أنهم استخدموا الزوارق للنقل، كما يتضح من تلال الصدف وحول الإيفرغليدز وحدود مسارات الزورق. غالبا ما غدفت قبائل جنوب فلوريدا من خلال الإيفرغليدز، ولكن نادراً ما عاشوا فيها. كما كانت رحلات الزورق إلى كوبا شائعة أيضا.
وكانت قرى كالسى تشمل أكثر من 200 نسمة، وقد ونظمت مجتمعاتهم وفقا لتسلسل هرمي. وبصرف النظر عن كاسيك، شملت الطبقات كل من الكهنة والمحاربين. لأواصر العائلية عززت التسلسل الهرمي، والزواج بين الأخوة والأخوات كان شائعا بين النخبة. وكتب فونتانيدا، "هؤلاء الهنود لا يمتلكون الذهب والفضة، والقليل من ملابس. كما أنهم يمشون عاريا باستثناء المؤخرة التي تغطى ببعض الملابس المنسوجة من أشجار النخيل والتي بها يغطى الرجال انفسهم ;وتفعل المرأة المثل ببعض العشب الذي ينمو على الأشجار. هذا العشب يشبه الصوف، على الرغم من أنه يختلف عن ذلك. وقد وصفت حالة واحدة فقط من الهياكل: حيث التقى كارلوس مع مينينديز في بيت كبير مع نوافذ وغرفة لأكثر من ألف شخص.
ووجد الإسبان أن كارلوس لا يمكن السيطرة عليه، حيث يستمر القتال بشكل مستمر بين كهنتهم وكالسى. وقد قتل كارلوس عن طريق جندي إسباني من خلال قوس ونشاب. وفي أعقاب وفاة زعيم القبيلة كارلوس، تم تمرير قيادة المجتمع إلى اثنين من زعماء القبائل، الذين أسروا وقتلوا من قبل الإسبان. وقد قدرت أعداد كالسى في بداية الاحتلال الإسبان حيث تراوحت من 4000 إلى 7000. عانى المجتمع انخفاض في القوة والسكان بعد كارلوس ;حيث قدر عددهم حوالى 1000 بقبل عام 1697. في أوائل القرن الثامن عشر، تعرضت كالسى لهجوم من ياماسي إلى الشمال؛ وطلب العديد اوالتها من كوبا، حيث قتل ما يقرب من 200 نتيجة المرض. والبعض منهم نقل لاحقا إلى ولاية فلوريدا، وبقايا قد يكون تم استيعابها في نهاية المطاف في ثقافة سيمينول، التي تطورت خلال القرن الثامن عشر.

## تيكويستا
وتعد تيكويستا التي (تسمي أيضا تيكيستا وتإكست وتيجيستا) الثانية في السلطة، والعدد مقارنة مع كالسى في جنوب فلوريدا. كما أنها احتلت الجزء الجنوبي الشرقي شبه الجزيرة السفلي بما يعرف في في العصر الحديث مقاطعتى دادو بروارد. من المحتمل انه قد تم السيطرة عليهامن قبل كالسى، ولكن الدولة صرحت أنها رفضت في بعض الأحيان الامتثال إلى زعيم قبيلة كالسى، الأمر الذي أدى إلى حرب. مثل كالسى، فإنهم نادرا ما كانوا يعيشون في ايفرجليدز، ولكن وجد البراري الساحلية وروكلاند الصنوبر إلى الشرق من المياه العذبة من القشور السكني. ومن الشمال، وكانت تحد أراضيها بالعيص وجايجا. مثل كالسى، تركزت مجتمعات تيكويستا على مصبات الأنهار. كانت القرية الرئيسية على الأرجح تقع على نهر ميامي أو نهر ليتل.علامات تل صدف كبيرة على «نهر ليتل» حيث وقعت قرية مرة واحدة. على الرغم من قلة بقايا مجتمع تيكويستا، تم اكتشاف أحد المواقع ذات الأهمية الأثرية تسمى دائرة ميامي في عام 1998 في وسط مدينة ميامي. قد يكون من بقايا بنية تيكويستا. أهميته لم يتم تحديدها بعد، على الرغم من أن علماء الآثار والأنثروبولوجيا يواصلون دراسته.

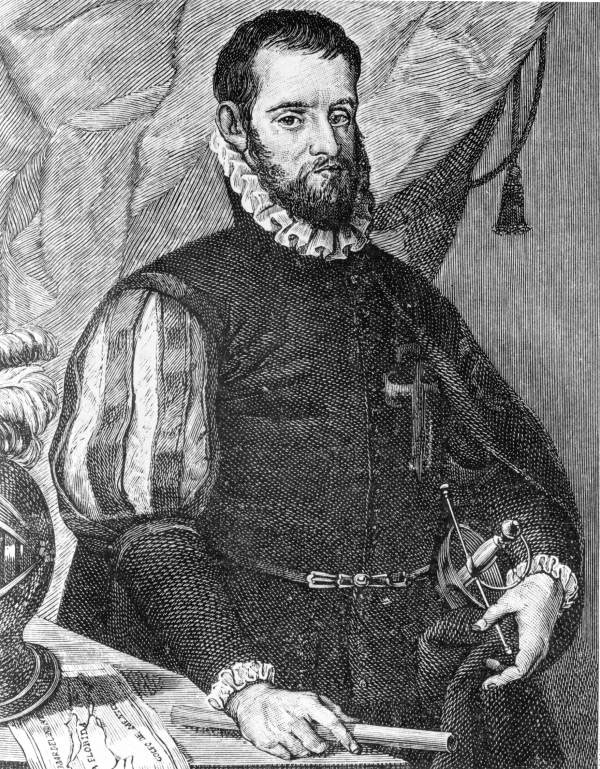
حافظ بيدرو مينينديز دي أفيليس على علاقة ودية مع تيكويستا

ووصف الإسبان تيكويستا أنهم كانوا يخشوا كثيرا من بهم بحارة، حيث يشتبه أنهم المسئولون الأساس في تعذيب وقتل الناجين من حطام السفن.وقد كتب الكاهنة الإسبان أن تيكويستا كانت تقوم بتضحيات فيما يتعل بالأطفال للاحتفال بهذه المناسبة لصنع السلام مع قبيلة كانت تتقاتل معها. مثل كالسى، كانت تقوم باصطياد الطرائد الصغيرة، ولكن كانت تعتمد أكثر على الجذور وبدرجة أقل على المحار في وجباتهم الغذائية. هم لم يمارسوا الزراعة المصقولة. كانوا يمتلكون المهارة فيما يتعلق برياضة قوارب الكاياك، واصطاد ;ما وصفته فونتانيدا بالحيتان في المحيط الواسع، ولكن من المحتمل أنها كانت خراف البحر، وصادوا بالوهق خراف البحر وقادوا نصيباً من خلال هذه الخطوم.
وقد كان أول اتصال مع المستكشفين الإسبان في 1513, حيث عندما توقف خوان بونثي دي ليون عند خليج سماه تشيكويشا، أو خليج بيسكين. وعندما اكتشف وعلم بعدم ترحيب تيكويستا، غادر ليقوم بالاتصال مع كالسى. وقد التقى ميندينيز بتيكويستا في 1565 وقد عمل على اقامه علاقة وديه معهم والحفاظ عليها، وقد قام ببناء بعض المنازل وإعداد بعثة. وقد قام بارسال ابن شقيق الرئيس إلى هافانا ليصبح متعلما، وأخ الرئيس إلى إسبانيا. بعد زيارة مينينديز، هناك عدد قليل من السجلات لتيكويستا: إشارة إليها في 1673, ومزيد من الاتصال والتعامل الإسباني لتحويلهم. وقد كتب المرجع الأخير عن تيكوستا أثناء وجودهم في 1743 من قبل القس الإسباني الذي يدعى الأب الانا، الذي وصف هجومهم المستمر من قبل قبيلة أخرى. وكان عدد الناجين 30 فقط، ونقلهم الإسبان إلى هافانا. في عام 1770 وصف مساح بريطاني عدة قرى مهجورة في المنطقة حيث كان يعيش التيكويستا. واقترح عالم الآثار جون جوجين أن بمرور الوقت استقر الأميركيون الأوروبيون في عام 1820, وأن المتبقي من تيكويستا تم استيعابهم وضمهم إلى شعب سيمينول. وحددت أوصاف مشتركة للسكان الأمريكيون الأصليون فقط «السيمينول» في ولاية فلوريدا قبل عام 1820.

## سيمينول / ميككوسوكي
بعد زوال كالسى وتيكويستا، أشير إلى الأميركيين الأصليين في جنوب فلوريدا باسم «الهنود الإسبانية» في 1740, وربما ذلك بسبب علاقاتهم الودية مع إسبانيا.وفيما بين هزيمة الإسبان في حرب السنوات السبع في 1763 ونهاية «حرب الاستقلال الأمريكية» عام 1783، حكمت المملكة المتحدة ولاية فلوريدا. وأول استخدام معروف لمصطلح «سيمينولي» كان من ممثل بريطانيا الهندي في وثيقة مؤرخة عام 1771. وتعد بدايات القبيلة غامضة، ولكن تبين السجلات أن الكريك قاموا بغزو شبه الجزيرة في ولاية فلوريدا، وقد تم قهر واستيعاب ما تبقى من مجتمعات ما قبل كولومبوس في «الكونفدرالية كريك». ويتجلى اختلاط الثقافات في تأثيرات اللغة الحالية بين السيمينول: لغات مسكوكيه مختلفة، ولا سيما هيتشيتي، وكريك، فضلا عن تيموكوان. في أوائل القرن التاسع عشر، أوضح ممثل الولايات المتحدة الهندي السيمينول على هذا النحو: «كلمة سيمينول يعني هارب أو متوقف.ومن ثم.. تنطبق على جميع الهنود في إقليم فلوريدا حيث كل منهم هاربا.. من الكريك... الأمة». لغويا، فإن مصطلح «سيمينول» يأتي من الكلمة الكريكية سوا (إله الشمس)، أماه (الأم، على الرغم من أن في هذا دلالة للتحقير)، والرتب الأخرى (الشعب) على أنها تعني «الناس الذين لا يحبوا إله الشمس»، أو «اللعين».

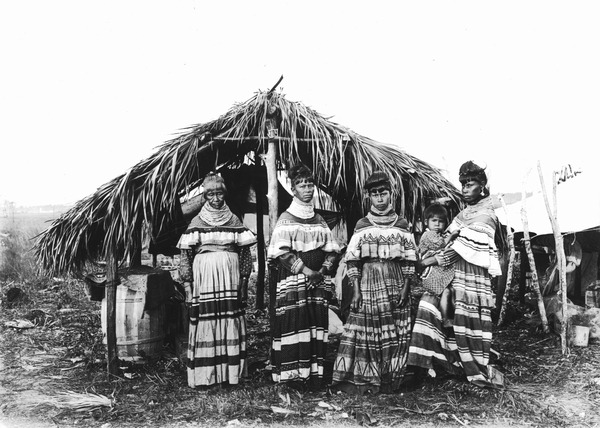
عائلة السيمينول لشجر السرو والنمر في عام 1916

الكريك، التي كانت تتمحور في العصر الحديث، ألاباما وجورجيا، كانت تعرف بانها تقوم بضم القبائل المهزومة وجعلها ملكهم وتنسب اليهم. بعض الأفارقة الهاربين من الرق من ولاية كارولينا الجنوبية وجورجيا فروا إلى ولاية فلوريدا، حيث تغريهم الوعود الإسبانية فيما يتعلق بالحرية وينبغي أن يتم التغير إلى الكاثوليكية، ووجدوا طريقهم إلى القبيلة. وفي الأصل استقر السمينول في الجزء الشمالي من الإقليم إلا أن معاهدة 1823 من مولتري كريك أجبرتهم على العيش على تحفظ (20,000 كم 2) 5-مليون فدان شمال بحيرة اوكيشوبى. وسرعان ما تراوحت إلى أبعد جنوبا، حيث أنها مرقمة حوالي 300 في منطقة ايفرجليدز، بما في ذلك فرق من ميككوسوكيس – قبيلة مشابهة ويتحدثون لغة مختلفة – الذين عاشوا في «السرو الكبير». وعلى عكس كالسى وتيكويستا، تعتمد سيمينول أكثر على الزراعة وعلى تربية الحيوانات المدجنة.كما أنهم يطاردون ما يأكلون، ويقوموا بالتجارة مع المستوطنين الأوروبيين-الأمريكيين. كما عاشوا أيضا في هياكل تسمى شيكس، أكواخ من القش-النخيل مفتوحة من جانب، وربما مقتبسة من كالسى.

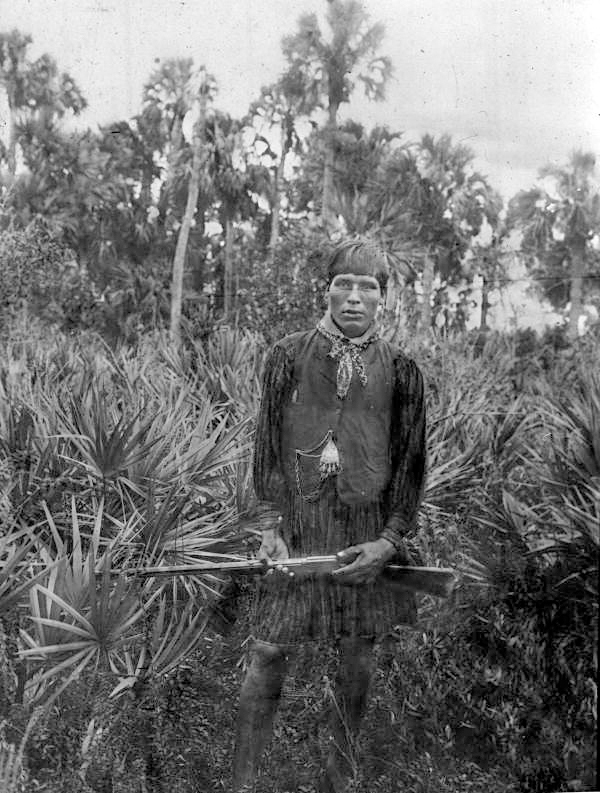
السمينول مثل تشارلي السرو، كما هو موضح في عام 1900، قاموا ببناء منازلهم في ايفرجليدز

في عام 1817، قام أندرو جاكسون بغزو فلوريدا وذلك لسرعة ضمها إلى الولايات المتحدة وقد أصبحت فيما بعد حرب سيمينول الأولى. بعد أن أصبحت فلوريدا أرض الولايات المتحدة وازداد المستوطنات، أصبحت الصراعات بين المستعمرين والسيمينول أكثر تواترا.أدت حرب سيمينول الثانية (1835-1842) في تشريد أو قتل ما يقرب من 4000 سيمينول في ولاية فلوريدا.ودفعت حرب السيمينول الهنود أبعد جنوبا وفي ايفرجليدز.أولئك الذين لم يجدوا ملجأ في ايفرجليدز نقلوا إلى أوكلاهوما في الأراضي الهندية في اطار «إزالة الهند».
استمرت حرب سيمينول الثالثة من عام 1855إلى عام 1859. خلال الحرب، قتل 20 سيمينول وطرد 240.قبل عام 1913، وصل عدد السمينول في ايفرجليدز فيما لا يزيد عن 325. وقاموا ببناء قراهم من الأراجيح الخشبية الصلبة، والجزر من الأشجار الصلبة التي شكلت في الأنهار أو غابات روكلاندالصنوبر. وتألفت الوجبات الغذائية للسيمينول من عصيدة الذرة، وجذور الكونتى، والأسماك والسلاحف، ولحم الغزال والطرائد الصغيرة. القرى لم تكن كبيرة، بسبب محدودية حجم الاراجيح، والتي تقاس بين واحد و10 في المتوسط فدان (40,000 م 2).وفي وسط القرية بيت-للطبخ، كان يتم حجز أكبر مساحة للأكل.عندماعاش السيمينول في شمال ولاية فلوريدا، كانوا يرتدون ملابس من جلد الحيوانات مشابهة لما كان يرتديها الكريك . قد أثرت الحرارة والرطوبة في ايفرجليدز فيما يتعلق بالتكيف على لبس معين مما أدى إلى تواجد أنمام مختلفة للملبس.وقد استبدل السيمينول ملابس البوكسكينس الثقيلة واستعاضوا بمنسوجات بسيطة وألوان مرقعة من القطن وناعمة وذلك للمناسبات الرسمية أكثر.
وقد عملت حروب السيمينول على زيادة الوجود العسكري الأمريكي في ايفرجليدز، والتي أسفرت عن استكشاف ورسم العديد من المناطق التي لم يسبق تسجيلها. الضباط العسكريين الذين قاموا برسم الخرائط والرسوم البيانية فيما يتعلق بايفرجليدز، قاموا بالتواصل مع توماس سميث باكنغهام في عام 1848 للتشاور بشأن جدوى تجفيف المنطقة للاستخدام الزراعى.

### العصر الحديث
وفيما بين نهاية «حرب سيمينول الثالثة» وعام 1930، واصل المئات القليلة من السيمينول العيش في عزلة نسبية في منطقة ايفرجليدز. في أوائل القرن العشرين، بدأت السيطرة على الفيضانات وبدأ العمل قى مشاريع الصرف الصحى في المنطقة، وفتحت مساحات كبيرة من الأرض للتنمية وغيرت البيئة الطبيعية وتسبب ذلك في اغراق بعض المناطق، في حين تركت المستنقعات السابقة الجافة والصالحة للزراعة.هذه المشاريع، إلى جانب الانتهاء من درب تاميامي التي قسمت ايفرجليدز في عام 1930، قامت على انهاء الطرق القديمة للحياة وفي نفس الوقت اتاحة فرص جديدة. وجاء سيل مستمر من المطورين البيض والسياح إلى المنطقة، وبدأ السكان الأصليين العمل في المزارع المحلية، ومزارع المواشى، والمواقف التذكارية.وقد تم تطهير الأراضي لمدينة ايفرجليدز، وكانوا «أفضل رجال الإطفاء» [دائرة الحدائق الوطنية] واستعين بهم عندما اشتعلت النيران في حديقة ايفرجليدز الوطنية في أوقات الجفاف.
وحيث أن المناطق الحضرية في جنوب فلوريدا بدأت تنمو، أصبح فرع ميككوسوكي للسيمينول مرتبطا ارتباطاً وثيقا بايفرجليدز، وتسعى في نفس الوقت للخصوصية وكمنطقة للخدمات والجذب السياحي، التماسيح المصارعة، وبيع الحرف اليدوية، ومنح الجولات البيئية لأراضيهم. اعتبارا من عام 2008، كان هناك ستة تحفظات سيمينول وميككوسوكي في جميع أنحاء ولاية فلوريدا؛ وقد يرزوا كازينوا القمار التي تدعم القبيلة.